# Зарин, Арнольд Христианович
Арнольд Христианович Зарин (латыш. Arnolds Zariņš) (1892 года рождения, Лифляндская губерния — 25 августа 1937 года, Москва) — член ВКП(б), директор 1-го конного завода Наркомата земледелия СССР и Московского зоотехнического института коневодства и коннозаводства.
Возможно, ранее, был сотрудником органов государственной безопасности и разведки.

## Биография
Арнольд Христианович Зарин родился в 1892 году, в Лифляндской губернии Российской империи.
По происхождению русский латыш.
Образование: среднее.
Член ВКП(б).

… Агенты латвийской охранки и агенты ГПУ в Ленинграде — Зарин, Стангуп — ходили через границу в Латвию по поручению ГПУ, и я им передавал сведения. …— Показания Ф. Д. Циммерман, архивно-уголовное  дело П-7780.
Возможно, в 1920 году, был председателем ревтрибунала Кавказского фронта и членом Военно-Революционного Трибунала при Революционном Военном Совете Республики.
Работал директором 1-го конного завода Наркомата земледелия СССР. Который занимался разведением, испытанием и тренингом орловских рысаков, поголовье которого значительно уменьшилось в ходе гражданской войны. С 1920-х годов лошадей этой породы начали разводить и совершенствовать только чистопородным методом, систематически и продуманно.
Постановлением Совнаркома СССР о мероприятиях по развитию коневодческого хозяйства (1931 года) предусматривалось уже начиная с 1931/32 учебного года организовать два ВУЗа для подготовки зоотехников-коневодов и десять техникумов для подготовки техников конного дела и ветеринарных фельдшеров. На основании Постановления Совета Народных Комиссаров СССР от 2 сентября 1931 года за № 765 был образован, на базе первого Московского конного завода, Московский зоотехнический институт коневодства и коннозаводства (МЗИКК) с местом расположения в посёлке Голицыно и селе Успенское, Одинцовского района, Московской области в котором приступили к занятиям в том же 1931/32 учебном году.
Директором института был утверждён директор конного завода А. Х. Зарин (в источнике ошибка, вместо а — о).
В 1937 году его, как и многих, подстерегло предательство со стороны коллег по конному заводу и институту коневодства. Пишутся доносы и разворачивается травля сотрудников. В прессе появляются статьи о «враге, который окопался в институте коневодства». В вину руководства института и его сотрудников вменяют верность орловской породе — пишут, «восстанавливает орловские заводы, чтобы вернуть их прежним владельцам», что «хочет уничтожить рысака русского», хотя возможно это связано с его прежней деятельностью.
Арестован 4 июня 1937 года. Список лиц, подлежащих суду Военная коллегия Верховного суда Союза ССР (ВКВС СССР) был представлен руководству 20 августа 1937 года за подписью В. Е. Цесарского.
Осуждён Военной коллегией Верховного суда СССР 25 августа 1937 года по обвинению в шпионаже. Расстрелян 25 августа 1937 года. Место расстрела: Москва, Донское кладбище.
Реабилитирован ВКВС СССР 29 сентября 1956 года.
До ареста проживал, почтовый адрес: Московская область, Звенигородский район, село Успенское, дом № 3.